# Haus Hameren
Das Haus Hameren (auch Haus Hamern) ist eine ehemalige zweiteilige Wasserburg in der Stadt Billerbeck, Kreis Coesfeld, im Münsterland in Westfalen im Norden des Bundeslandes Nordrhein-Westfalen.

## Geschichte
Die Anlage entstand als Wasserburg bald nach 1325. Zunächst war sie Sitz der gleichnamigen Familie Hameren, später dann des geldrischen Adeligen Diderik von der Horst. 1488 kaufte Goswin Bitter von Raesfeld die Burg. Sie ist Geburtsort der Brüder Bernhard von Raesfeld, Gottfried von Raesfeld, Heinrich von Raesfeld, Arnd von Raesfeld, Bitter von Raesfeld und Dietrich Franz von Raesfeld. 1543 erfolgte eine Erbteilung in zwei Hälften, Arndt von Raesfeld gab den Teil der Burg im Westen der Anlage seinem Sohn Johann, der ab 1543 eine eigene Burg errichten ließ (Hameren-Schilder). Ludger von Raesfeld erhielt den östlichen Teil mit den älteren Gebäudeteilen (Hameren-Raesfeld). Der westliche Teil kam später im Erbgang an die Familien von Pallandt und danach an die von Schilder. 1755 wurden beide Burghälften wieder zusammengeführt. Da der verstorbene Ludger von Raesfeld 1750 nur Töchter hinterließ, ging Hameren durch Erbschaft an Franz Max Xaver von Kolff. Nach seinem Tod erbte 1818 seine Schwester, eine verheiratete Freifrau von Graes, Haus Hameren. Sie verkaufte das Haus 1832 an Karl von Merode. Seine Witwe Mathilde geb. von Twickel aus dem Haus Havixbeck vererbte Hameren an die Freiherren von Twickel, in deren Besitz es sich auch noch heute befindet.

## Gebäude
Haus Hameren erstreckte sich ursprünglich über zwei Inseln, deren Lage durch den Verlauf der Gräften noch ablesbar ist. Die ältere, östlich gelegene Burg Hameren-Raesfeld auf der ehemaligen Ostinsel besteht heute aus dem Turmspeicher von 1593, einem barocken Wirtschaftsgebäude und einer neugotischen Kapelle. Die jüngere Burg Hameren-Schildern auf der ehemals westlichen Insel besteht aus einem zweiflügeligen, ursprünglich 1549 errichteten und im 18. Jahrhundert umgebauten Herrenhaus mit einem um 1600 erbauten Rundturm sowie einem gegenüberliegenden Wirtschaftsgebäude mit quadratischem Eckturm. Dazu kommen einige neuere landwirtschaftliche Gebäude.
Der Landschaftsverband Westfalen-Lippe kürte den Rundturm nach einer Dacherneuerung im April 2024 zum Denkmal des Monats. Eine Besonderheit ist das aus Holland stammende Specklagenmauerwerk.

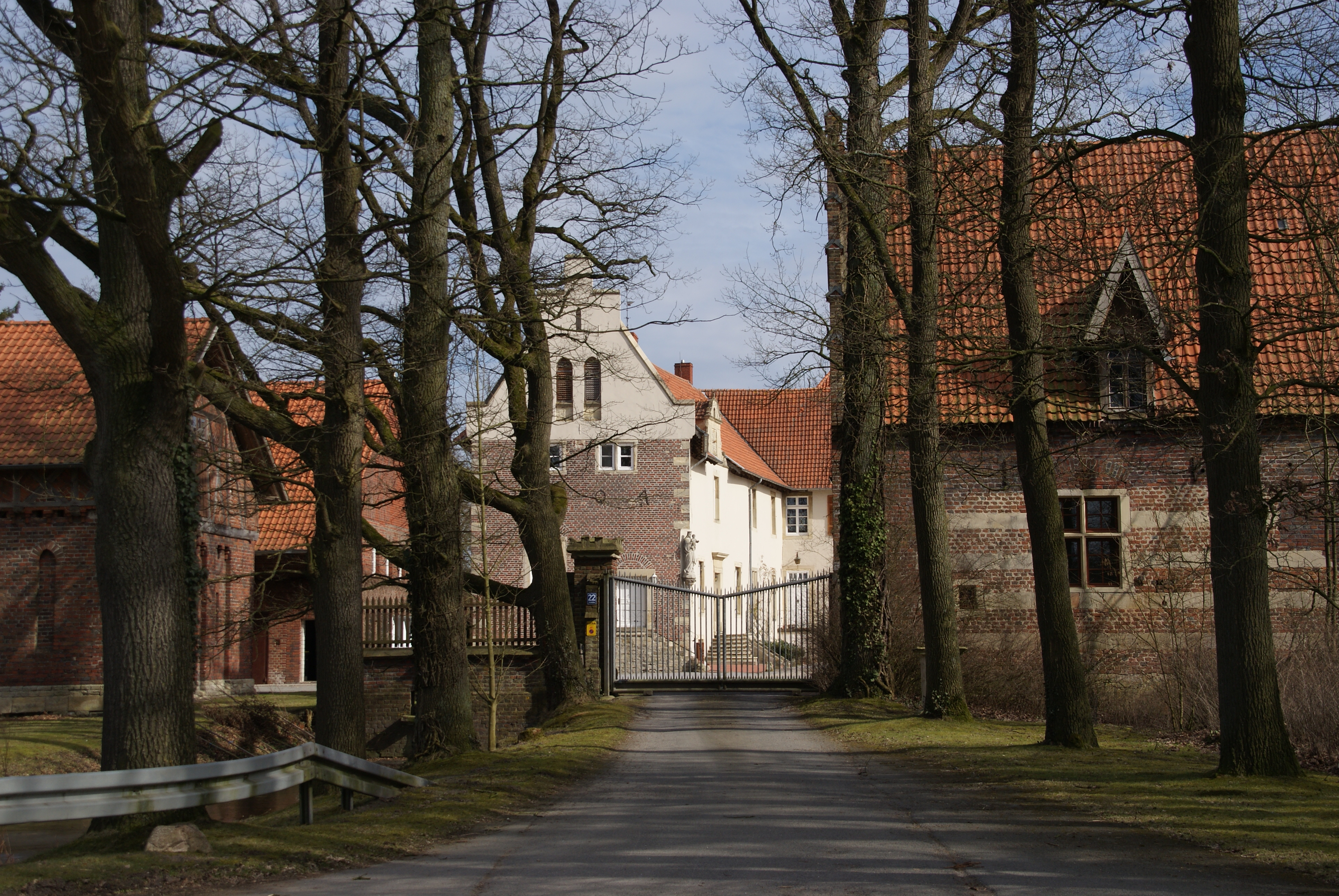
Haus Hameren
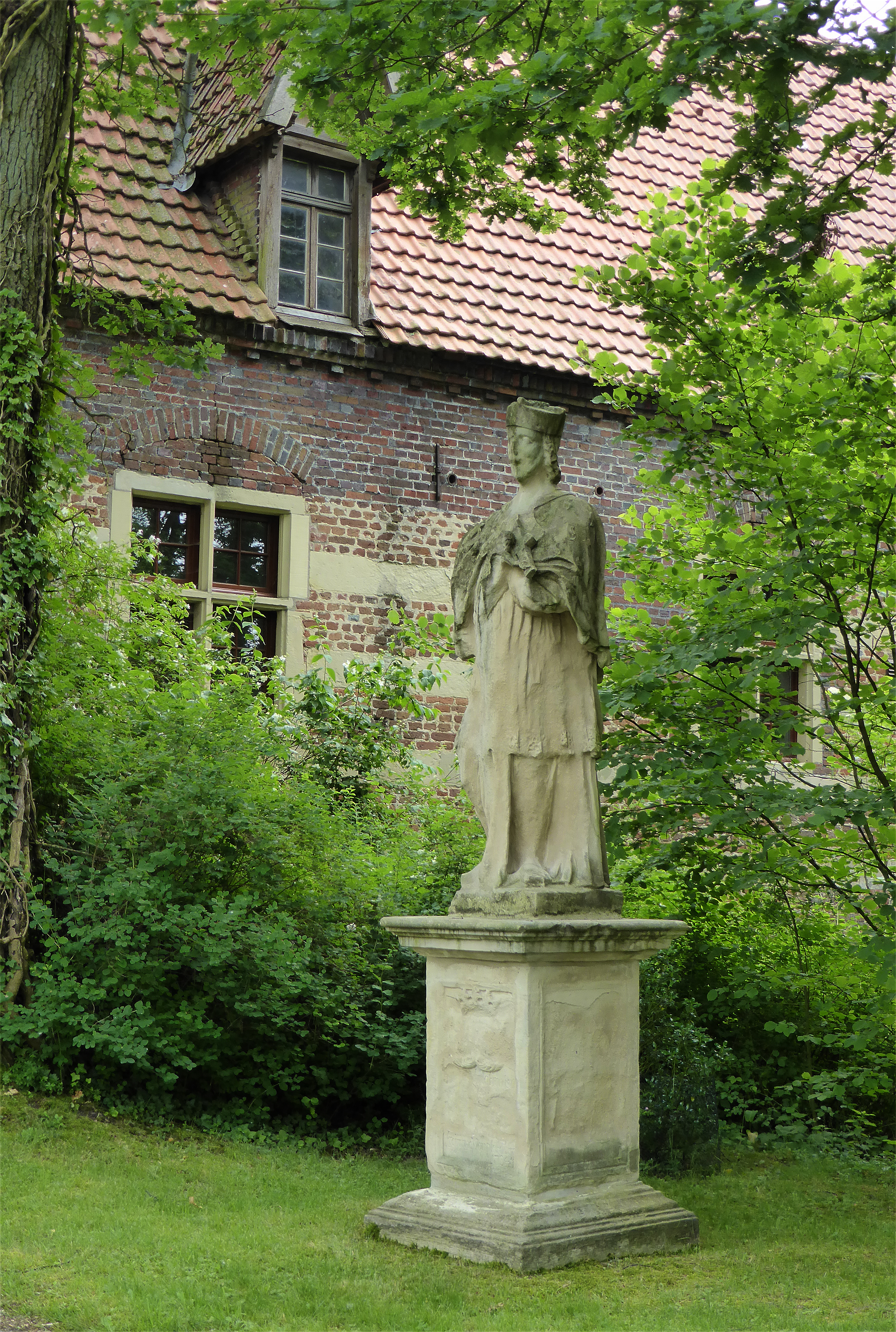
Nepomuk-Statue
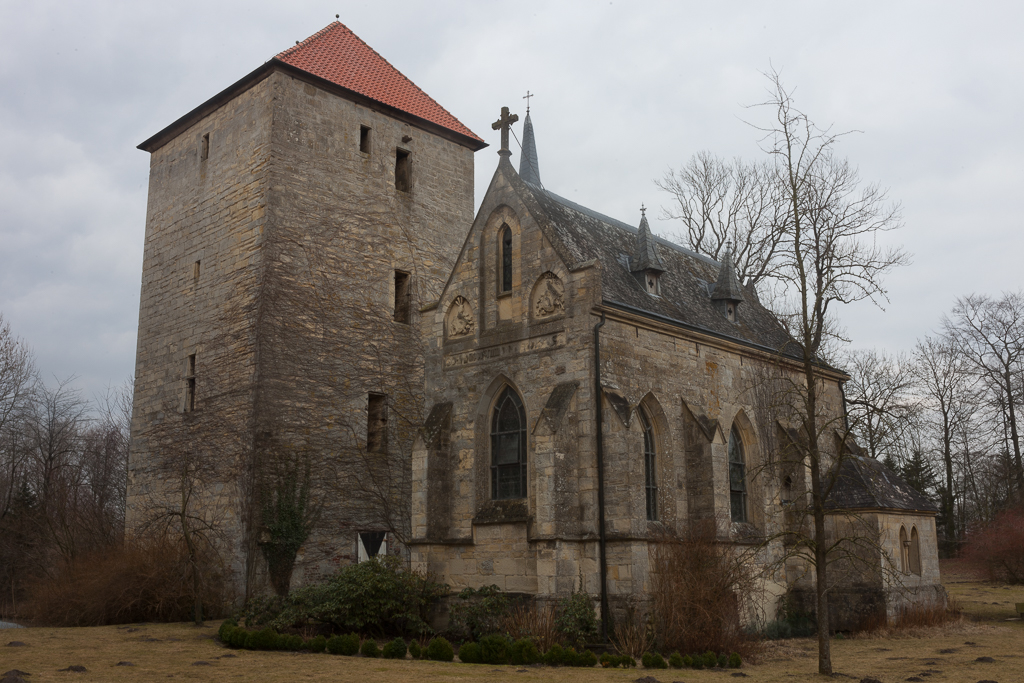
Bergfried und Kapelle
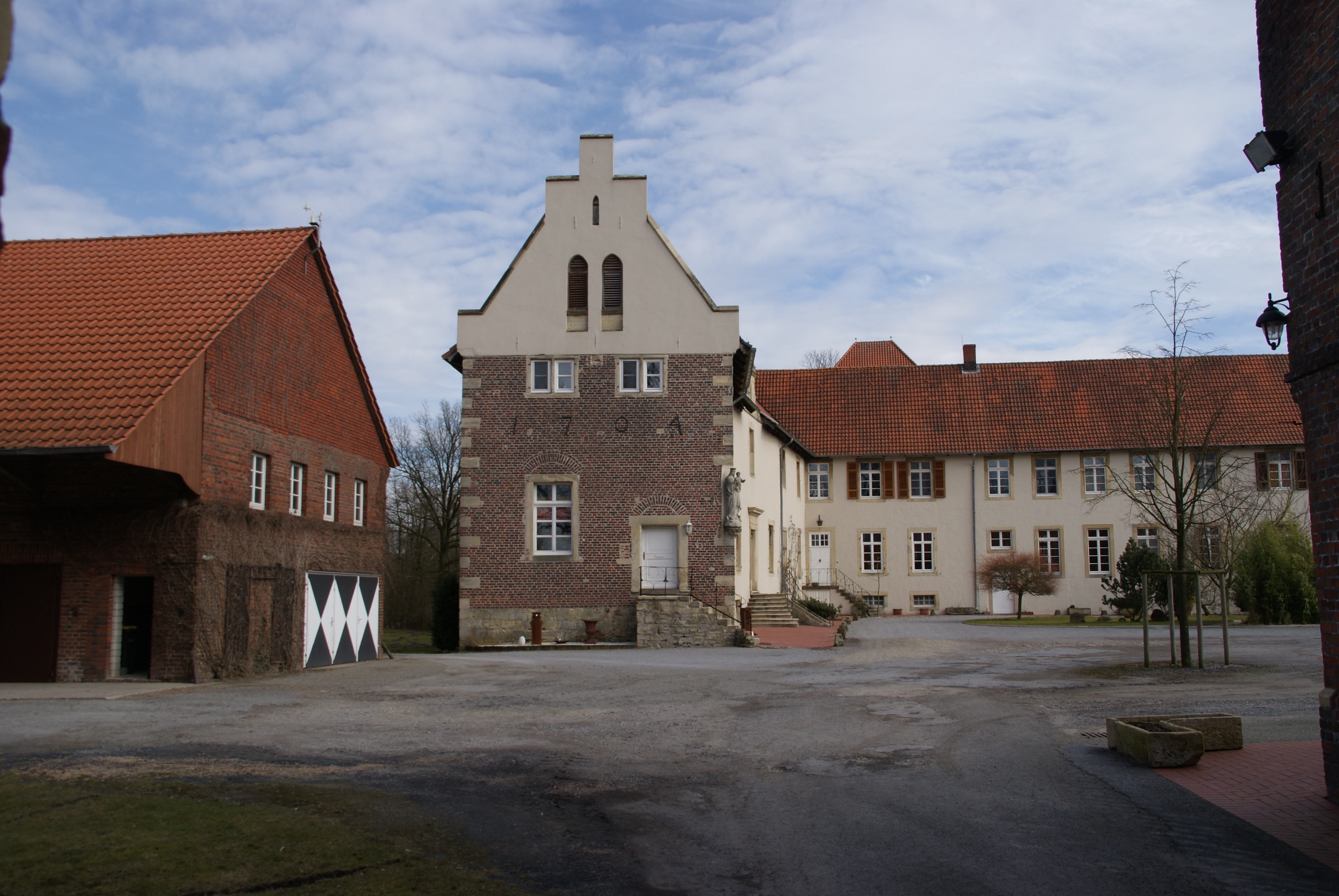
Gutshof